# The Pickwick Papers
O livro The Posthumous Papers of the Pickwick Club (comumente conhecido como The Pickwick Papers) escrito pelo inglês Charles Dickens em 1836, apresenta nomes diversos tanto no Brasil quanto em Portugal, com variações como As Aventuras do Sr. Pickwik, Documentos de Pickwick, Papéis de Pickwick, e Documentos do Clube Pickwick. O título narra as aventuras do grupo de estudo do Clube Pickwick, composto pelo líder Sr. Pickwick e seus três pupilos: O Sr. Tupman, o Sr. Snodgrass e o Sr. Winkle, que têm como função, financiada pelo clube, viajar pela Inglaterra (com particular enfoque no interior do país) observando descobertas científicas e analisando as diversas variedades do comportamento humano.
O título constitui um marco na carreira do escritor Charles Dickens, que embora tivesse anteriormente trabalhado sob o pseudônimo de Boz, conseguiu êxito literário e reconhecimento popular durante a publicação do livro, apresentado sob forma de folhetim (romance fatiado, distribuído em capítulos, que se tornou popular no séx XIX). Não obstante apresentação do escritor, o livro resume também grande parte dos elementos de sua posterior obra, sintetizando os caracteres da obra dickensiana.

## Crítica Social
O livro apresenta uma extensa variedade de críticas à sociedade inglesa vitoriana, embora sempre permeie o teor crítico com  uma refinada ironia e o humor dickensiano. Os elementos criticados buscam abarcar as várias classes sociais, utilizando personagens estereotipadas que atuam como representantes dessas classes e abrangem:
- A religião e os falsos pregadores, ou pregadores corrompidos.
- Os advogados e o atravancamento na execução da justiça, a distorção de leis e possíveis processos de corrupção.
- A magistratura corrente à época, que concede o poder a cidadãos voltados aos próprios interesses.
- Os políticos e sua conduta desonesta, bem como o eleitorado irresponsável de seu dever cívico.
- O jornalismo sem compromisso com a verdade, o respeito e a imparcialidade.
- A sociedade burguesa, sua  hipocrisia e sua conduta interesseira
- A corrupção do sistema carcerário de devedores e a falta de assistência ao cidadão mantido em regime fechado (muitos presos pobres morriam de fome e frio nas prisões, enquanto sistema jurídico permitia brechas que auxiliavam outros devedores).
- O próprio sistema de justiça que desfavorecia o devedor trabalhador.
- O novo estado das relações entre patrão x empregado, motivado pelo advento da burguesia e da revolução industrial.

Ademais, há inúmeros elementos de crítica social no livro, além de, evidentemente, uma crítica ao espírito cientificista da época. Os personagens principais, embora abertos aos procedimentos racionais da ciência, demonstravam grande inabilidade para situações que exigiam praticidade e que alicerçam a maior parte dos episódios cômicos do livro.
Uma das personagens do livro, O gordo Joe, foi utilizado posteriormente para caracterizar uma patologia alcunhada como síndrome de obesidade-hipoventilação (ou síndrome de Pickiwick), posto que a figura descreve fielmente um quadro da doença: obesidade e sonolência excessiva, acompanhadas de demais sintomas.
Já a personagem do criado do Sr. Pickwick, Samuel Weller, foi um êxito instantâneo: sua inserção no quinto capítulo da narrativa alavancou as vendas de forma estrondosa: do quarto número foram tirados 400 exemplares; após o surgimento da figura, antes mesmo do vigésimo capítulo, já eram impressos 400.000.